# J. H. Rosny
J. H. Rosny es el pseudónimo colectivo de los escritores y hermanos belgas Joseph-Henry-Honoré Boex (1856-1940) y Séraphin-Justin-François Boex (1859-1948). Cuando terminaron su colaboración literaria el hermano de mayor edad pasó a firmar sus novelas como J.-H. Rosny aîné (el mayor) y el menor como J.-H. Rosny jeune (el joven).
La más famosa de sus novelas es La Guerre du feu (La guerra del fuego o La conquista del fuego), de 1911.
Setenta años después, en 1981, el director francés Jean-Jacques Annaud rodó una versión cinematográfica de gran éxito de título homónimo (en Hispanoamérica titulada La guerra del fuego; en España En busca del fuego).
Durante su carrera conjunta los hermanos utilizaron otros pseudónimos como Jacques Soldanelle, J. de Boriana, A. Darville, Enacryos, J.-H. Boèce, Henri de Noville, Souryâ, Justin Boex y J.-H. Boex-Borel.

## Los autores
- Joseph-Henry-Honoré Boex, conocido como J.-H. Rosny aîné (el mayor) (Bruselas, Bélgica, 17 de febrero de 1856 - París, Francia, 15 de febrero de 1940), es el hermano más conocido. Fue uno de los fundadores de la ciencia ficción moderna, y también escribió novelas de aventuras. Fue propuesto en tres ocasiones para el Premio Nobel de Literatura.[1] Falleció a las 83 años.

- Séraphin-Justin-François Boex, conocido como J.-H. Rosny jeune (el joven) (Bruselas, Bélgica, 21 de julio de 1859 - Ploubazlanec, Francia, 15 de junio de 1948), practicó el género de ciencia ficción y de aventuras. Falleció a las 88 años.

## Biografía
Entre 1886 y 1909 los dos hermanos escribieron en colaboración varios cuentos y novelas, abordando temas naturales, prehistóricos y fántásticos, así como algunas obras de divulgación científica. El mayor, Joseph, es el más conocido de los dos hermanos, y las obras producto de la colaboración de ambos suelen ser atribuidas por error solamente a este.
En 1909 los hermanos terminaron su colaboración y Joseph continuó escribiendo bajo el nombre de J.-H. Rosny aîné (Rosny "el mayor"), mientras que Séraphin firmaba como J.-H. Rosny jeune (Rosny "el joven"). En 1903 los hermanos Boex fueron nominados como jurados del Premio Goncourt. Se les considera entre los grandes nombres fundadores de la ciencia ficción moderna.

## Obras

### Novelas conjuntas
- Les Xipéhuz (1887)
- Scènes préhistoriques (1888)
- Les Corneilles (1888)
- Tornadres (1888, reeditado en 1896 bajo el título Le Cataclysme)
- La Légende sceptique (1889)
- Eyrimah (1893)
- Nymphée (1893)
- Un autre monde (1895)
- Vamireh (Vamireh, 1896)
- Les Profondeurs de Kyamo (1896)
- Nell Horn de l'Armée du Salut (1900)
- L'Epave (1903)
- La guerra del fuego o La conquista del fuego (La Guerre du feu, 1911 –por entregas en 1909, en un solo volumen en 1911–)

### J.-H. Rosny aîné (el mayor)
- Amour étrusque (1898)
- Le Trésor dans la Neige (1910)
- La Vague rouge (1910)
- La muerte de la Tierra (La Mort de la Terre)
- Les Rafales (1912)
- La Force mystérieuse (1913)
- Le coffre fort (1914)
- L'Aube du Futur (1917)
- L'Énigme de Givreuse (1917)
- El león de las cavernas (Le Félin géant, 1918)
- La Jeune Vampire (1920)
- La Grande Énigme (1920)
- La Comtesse Ghislaine (1920)
- L'Étonnant Voyage de Hareton Ironcastle (1922)
- Les Autres Vies, les Autres Mondes (1924)
- L'Assassin surnaturel (1924) (nouvelles)
- L'amour d'abord (1924)
- Les Navigateurs de l'infini (1925)
- La Terre noire (1925)
- Les femmes des autres (1925)
- Le Trésor lointain (1926)
- La Femme Disparue (1926)
- Carillons et sirènes du Nord (1928)
- Les Conquérants du Feu (1929)
- Les Hommes-Sangliers (1929)
- Helgvor. El guerrero del río azul (Helgvor du Fleuve Bleu, 1929)
- Au Château des Loups Rouges (1929)
- L'Initiation de Diane (1930)
- Ambor Le Loup (1932)
- La Sauvage Aventure (1932)
- Tabubu (1932)
- Un Voleur (1932)
- Les Compagnons de l'Univers (1934)
- Le Vampire de Bethnal Green (1935)
- Les femmes de Setnê (1903)

### J.-H. Rosny jeune (el joven)
- La Leçon de la vie (1910)
- La Toile d'araignée (1911)
- Sépulcres blanchis (1913)
- Mimi, les profiteurs et le poilu (1919)
- La Carapace (1921)
- Fanchon-la-Belle (1921)
- La Messe mondaine (1923)
- Claire Técel, avocat à la cour (1924)
- La Courtisane passionnée, roman du luxe parisien (1924)
- La Courtisane triomphante: roman du luxe parisien (1925)
- Les beaux yeux de Paris: le roman de Paris (1926)
- Hossegor (1926)
- La Métisse amoureuse: roman de mœurs de Paris (1927)
- Le Soupçon (1927)
- Les Chaperons blancs: roman (1928)
- Les plaisirs passionnés: roman (1929)
- La société des insectes (1931)
- Nos bêtes amicales (1932)
- L'Île des fleurs (1932)
- La Cité infernale (1933)
- Papillons de nuit (1933)
- Une reine des rues (1935)